# Vita Nostra
«Vita Nostra»  ( vita — життя, nostra — наша)— фантастичний роман українських письменників Марини та Сергія Дяченків, який отримав премію «Золотий кадуцей» у номінації «Велика форма» на фестивалі «Зоряний міст-2007». Роман увійшов у список найкращих фантастичних книжок за версією журналу «Афіша» у 2008 році, в номінації «Вибір експертів» (список 10 найкращих книг пострадянської епохи, який було укладено за результатами голосування ради експертів, який включав у себе Олексія Іванова та Бориса Стругацького. Рада не брала до уваги твори тих авторів, у яких фантастика не була основним жанром).

## Сюжет
У житті головної героїні Саші відбувається щось жахливе. Щось незрозуміле змушує її чітко виконувати певні дії, нічого важкого, але відмовитись неможливо. За невиконання завдання вона може отримати покарання.
Після закінчення 10 класу Саша змушена опинитись у загадковому Університеті, який знаходиться у заштатному райцентрі. У гуртожитку, куди поселяють героїню, живуть студенти з 1 по 3 курс. На зимовій сесії третього курсу студентів очікує перший серйозний «перехідний» екзамен. Але куди зникають ті, хто здав цей екзамен — невідомо. Та й старшокурсники значно відрізняються від новачків, нагадуючи паноптикум.
У книжці розповідається по перші п'ять семестрів, які Саша провела в Університеті. У напружених спартанських умовах зі студентів готують спеціалістів з якоїсь галузі, що нагадує містику. І чим більших успіхів досягає студент, тим більше незрозумілих та лякаючи речей з ним відбувається. Паралельно іде просте студентське життя: дискотеки, голодні вечори, інтриги, небажана вагітність і життєві колізії.
Більшість виясняється ближче до перехідного екзамену. Всі викладачі університету — Слова та Граматичні Категорії Гіпертексту, а деякі з них ніколи і не були людьми. Після держіспиту студентам доведеться стати Частинами Мови, які формують наш світ, і завершити своє матеріальне існування, знайти сутність, нові можливості та нове Я.

## Головні герої
- Сашка Самохіна — головна героїня роману, студентка. Її виховувала мати, батько покинув сім'ю.
- Фарит Коженников — куратор Саші та значної частини її однокурсників, граматичне правило. Він же Лілія Попова. Виглядає як звичайний чоловік (або як звичайна жінка), вдягає темні окуляри.
- Портнов Олег Борисович — викладач Спеціальності, підручник. Виглядає як звичайний чоловік, носить окуляри та зібране у хвіст довге світле волосся. Має репутацію занадто вимогливого викладача.
- Стерх Микола Валерійович — викладач Вступу у практику, в минулому людина. Виглядає як горбун, насправді його горб це складені крила.
- Костянтин Коженніков — син Фаріта Коженнікова, одногрупник Саші.
- Єгор — студент на курс молодше Саші.

## Цікаві факти
Університет у якому навчалась Саша знаходиться на вулиці Сакко та Ванцетті. Вулиця імені Сакко та Ванцетті була популярною назвою вулиці у СРСР.

## Український переклад
Українською мовою вперше перекладено та видано у 2007 році видавництвом «Зелений пес» у перекладі невідомого перекладача.. У 2013 з'явився новий переклад від Олекси Негребецького у видавництві Фоліо.
- Марина та Сергій Дяченки. Vita Nostra. Переклад з російської: невідомо. Київ: Зелений пес. 2007. 343 стор.  ISBN 978-966-2938-35-7
- Марина та Сергій Дяченки. Віта Ностра. Переклад з російської: Олекса Негребецький; художник: О.Д. Кононученко. Харків: Фоліо. 2013.— 380 стор. ISBN 978-966-03-6575-9.